# 国際光工学会
国際光工学会 (こくさいひかりこうがっかい、The International Society for Optical Engineering, SPIE) は、光学、フォトニクス、画像工学の分野における知識の交換、収集、普及を目的とする非営利の国際的な学会である。本部はアメリカ合衆国ワシントン州。

## 概要
1955年に設立された。当初は、"Society of Photo-Optical Instrumentation Engineers" の頭文字をとって SPIE を学会名としていたが、1981年、正式名称を "SPIE – The International Society for Optical Engineering" に変更した。
光学に関する国際会議や展示会を主催するほか、査読付きのジャーナルとしては以下のものを発行している。
- Optical Engineering
- Biomedical Optics
- Electronic Imaging (The Society for Imaging Science and Engineering IS&T と共同出版)
- Microlithography, Microfabrication, and Microsystems
- Journal of Applied Remote Sensing
- Journal of Nanophotonics

## 顕彰
- 国際光工学会ゴールドメダル